# Relations entre la Grèce et la Norvège
Les relations entre la Grèce et la Norvège font référence aux relations bilatérales entre la République hellénique et le royaume de Norvège.
Les deux pays sont membres de l'OTAN.
La Norvège a une ambassade à Athènes. La Grèce a une ambassade à Oslo.

## Histoire
Les relations diplomatiques entre la Norvège et la Grèce ont été établies en 1918.